# Lenka Bartolšicová
Lenka Bartolšicová (* 15. dubna 1969 Hodonín), též Lenka Bartolšicová-Machalínková, je česká divadelní herečka a zpěvačka.
Studovala gymnázium v Břeclavi, je absolventkou brněnské konzervatoře. V roce 1994 vystudovala zpěv na Hudební fakultě Janáčkovy akademie múzických umění v Brně. Po dokončení studia nastoupila v roce 1994 do souboru operety Národního divadla v Brně. Hostovala v Národním divadle Brno v souboru opery - 2. žínka (Rusalka), 2. dáma (Kouzelná flétna), Frasquita (Carmen). Hostovala též v Ostravě v Národním divadle Moravskoslezském, kde ztvárnila roli Musette v opeře Bohema. Zpívala též s dechovou hudbou Skoroňáci a Podhoranka z Ježova. Věnovala se i koncertní činnosti (operní, operetní a muzikálové melodie). Od roku 2004 je členkou Městského divadla Brno. Věnuje se též pedagogické činnosti. Od roku 2013 je pedagogem zpěvu na Divadelní fakultě JAMU, pedagogickou činnost vykonává i prostřednictvím soukromých hodin. Pravidelně pořádá pěvecký workshop pro divadelní spolek Vlastenecká omladina ve Vídni.

## Role v Městském divadle Brno
- Haličská cikánka – Cikáni jdou do nebe
- Madame Thénardier – Les Misérables (Bídníci)
- Felicie – Čarodějky z Eastwicku
- Miss Andrews – Mary Poppins (muzikál)
- Mme Charlotte – Muchova epopej
- Mary Sunshinová – Chicago
- Vlčková – Divá Bára
- paní Meekerová – Funny Girl
- Jeanette Burmeister (pianistka) – Donaha!
- Paní Meyersová – Děsnej pátek
- Adléta – Devět křížů